# Sialia mexicana
Sialia mexicana е вид птица от семейство Turdidae. Видът е незастрашен от изчезване.

## Разпространение
Разпространен е в Канада, Мексико и САЩ.